# Gazmend Oketa
Gazmend Nuri Oketa (ur. 14 grudnia 1968 w Durrësie) – albański polityk i inżynier, minister obrony w latach 2008–2009.

## Życiorys
W czasie studiów na Politechnice Tirańskiej zaangażował się w działalność ruchu studenckiego, był uczestnikiem strajku głodowego studentów tirańskich w 1991. W 1993 ukończył studia z zakresu inżynierii budownictwa. W latach 1993–1994 odbył studia podyplomowe na Uniwersytecie w Siegen. W latach 1994–1995 wykładał na Uniwersytecie Tirańskim, a następnie współpracował z Bankiem Światowym w realizacji projektu hydrotechnicznego w Durrësie. W latach 1997–2003 współpracował z prywatną firmą budowlaną.
Działacz Demokratycznej Partii Albanii (DPA). W 2003 reprezentował ją w radzie miejskiej Durrësu. W 2004 został wybrany wiceprzewodniczącym partii w tym mieście, rok później znalazł się we władzach centralnych partii i objął stanowisko rzecznika partii. W wyborach 2005 uzyskał mandat deputowanego do parlamentu, sukcesem zakończyły się dla Okety także wybory w 2009.
W latach 2007–2008 zasiadał na fotelu wicepremiera w rządzie Salego Berishy. Po katastrofie w Gerdecu i dymisji Fatmira Mediu objął funkcję ministra obrony w rządzie Salego Berishy, którą pełnił do 2009. W 2012 w efekcie konfliktu z władzami DPA wystąpił z koła parlamentarnego tej partii i zaczął tworzyć struktury własnego ugrupowania politycznego o nazwie Fryma e Re Demokratike. W wyborach 2017 ugrupowanie uzyskało zbyt małe poparcie (0.32% oddanych głosów) i nie zdobyło mandatów w nowym parlamencie. W grudniu 2018 powrócił do szeregów Demokratycznej Partii Albanii.
Jest żonaty (żona Adela), ma córkę Arbę.